# Кремниевый дрейфовый детектор
Кре́мниевый дре́йфовый дете́ктор (англ. Silicon drift detector, SDD) — тип полупроводникового детектора ионизирующего излучения, используемый в рентгеновской спектроскопии и электронной микроскопии. Преимуществом данного типа детекторов является маленькая собственная ёмкость анода (до 0,1 пФ для чувствительной области около 1 см2) и низкий уровень шума.

## История
Этот тип детекторов впервые был предложен в 1983 году Эмилио Гатти и Павлом Рехаком в докладе «Полупроводниковая дрейфовая камера — применение новой схемы переноса заряда» (англ. Semiconductor drift chamber — An application of a novel charge transport scheme). Основной причиной разработки было стремление сократить количество каналов считывания (по сравнению с микрополосковыми детекторами).

## Принцип работы
С обеих сторон кремниевой пластины расположены p+ области. На p+ кольца подается равномерно меняющийся потенциал. В центре на одной из сторон расположен n+ анод, через который происходит обеднение всего объёма кремния. Когда кремний находится в обедненном состоянии, в середине пластины образуется транспортный канал для электронов, дрейфующих под действием приложенного поля E. По времени их дрейфа можно определить положение прошедшей частицы.. Кольца могут быть заменены на ряд полосок.

## Отличительные особенности
По сравнению с другими типами детекторов рентгеновского излучения, кремниевые дрейфовые детекторы обладают следующими преимуществами:
- Высокое быстродействие
- Высокая разрешающая способность благодаря тому, что анод имеет маленькую площадь и вносит небольшой вклад в уровень шума[7]

К недостаткам относится зависимость координаты от флуктуаций дрейфового поля из-за дефектов кристаллической решетки и зависимости подвижности электронов от температуры.

## Практическое применение
Установлено 2 слоя дрейфовых детекторов на установке ALICE Большого адронного коллайдера.